# Froelichia
Froelichia is een geslacht uit de amarantenfamilie (Amaranthaceae). De soorten uit het geslacht komen voor in op het Amerikaanse continent.

## Soorten
- Froelichia arizonica Thornber ex Standl.
- Froelichia chacoensis Chodat
- Froelichia drummondii Moq.
- Froelichia floridana (Nutt.) Moq.
- Froelichia gracilis (Hook.) Moq.
- Froelichia humboldtiana (Schult.) Seub.
- Froelichia interrupta (L.) Moq.
- Froelichia juncea B.L.Rob. & Greenm.
- Froelichia latifolia R.A.McCauley
- Froelichia nudicaulis Hook.f.
- Froelichia paraguayensis Chodat
- Froelichia procera (Seub.) Pedersen
- Froelichia sericea (Hoffmanns. ex Schult.) Moq.
- Froelichia texana J.M.Coult. & Fisher
- Froelichia xantusii R.A.McCauley

... · 
Achyranthes · 
Aerva ·
Alternanthera ·
Amaranthus (Amarant) · 
Atriplex (Melde) · 
Axyris · 
Bassia (Zoutkruid) · 
Beta (Biet) · 
Blitum (Spiesganzenvoet) · 
Celosia · 
Chenopodium (Ganzenvoet) · 
Corispermum (Vlieszaad) · 
Dysphania · 
Halimione (Zoutmelde) · 
Halocnemum · 
Halothamnus · 
Haloxylon · 
Kochia · 
Krascheninnikovia · 
Polycnemum (Knarkruid) · 
Patellifolia · 
Ptilotus · 
Pupalia ·
Salicornia (Zeekraal) · 
Salsola (Loogkruid) · 
Spinacia · 
Suaeda · 
Traganum · 
...